# Coëx
Coëx – miejscowość i gmina we Francji, w regionie Kraj Loary, w departamencie Wandea.
Według danych na rok 1990 gminę zamieszkiwały 2283 osoby, a gęstość zaludnienia wynosiła 58 osób/km² (wśród 1504 gmin Kraju Loary Coëx plasuje się na 245. miejscu pod względem liczby ludności, natomiast pod względem powierzchni na miejscu 148.).